# Effectif des équipes à la Coupe du monde de futsal de 1996
Cette page contient la liste des équipes et leurs joueurs participant à la phase finale de la Coupe du monde de futsal de 1996 en Espagne.
Les âges sont calculés au premier jour de la compétition.

## Groupe A

### Espagne
La sélection finale est annoncée le 4 novembre 1996. Tous les joueurs sont experts en futsal. L'équipe à 26,1 ans de moyenne d'âge.
Cinq membres, dont le sélectionneur, étaient déjà présent lors de l'édition 1992.
| Numéro / Nom       | Numéro / Nom      | Équipe                 | Sél. (but)      | Date de naissance | J.              |                 |                 |                 |                 |
| Gardiens de but    | Gardiens de but   | Gardiens de but        | Gardiens de but | Gardiens de but   | Gardiens de but | Gardiens de but | Gardiens de but | Gardiens de but | Gardiens de but |
| ------------------ | ----------------- | ---------------------- | --------------- | ----------------- | --------------- | --------------- | --------------- | --------------- | --------------- |
| 1                  | Jesús (en)        | Interviú Boomerang     |                 | 4 janvier 1968    | 7               | -               | -               | -               | -               |
| 12                 | Juanjo            | Playas de Castellón    |                 | 24 août 1972      | 3               | -               | -               | -               | -               |
| Défenseurs         |                   |                        |                 |                   |                 |                 |                 |                 |                 |
| 2                  | Julio (en)        | Interviú Boomerang     |                 | 27 mai 1972       | 6               | -               | -               | -               | -               |
| 3                  | Santi (en)        | CLM Talavera (en)      |                 | 27 mars 1971      | 8               | 7               | -               | -               | -               |
| 4                  | Fran              | Playas de Castellón    |                 | 12 août 1969      | 8               | 3               | -               | -               | -               |
| 6                  | Joan (en)         | CLM Talavera (en)      |                 | 24 février 1975   | 4               | 1               | 1               | -               | -               |
| Milieux de terrain |                   |                        |                 |                   |                 |                 |                 |                 |                 |
| 5                  | Vicentín (es)     | Playas de Castellón    |                 | 25 juin 1969      | 8               | 8               | 2               | -               | -               |
| 7                  | Pato              | El Pozo Murcia         |                 | 6 mars 1967       | 7               | 4               | 1               | -               | -               |
| 8                  | Lorente           | CLM Talavera (en)      |                 | 21 avril 1970     | 8               | 4               | -               | -               | -               |
| 10                 | Javi Rodríguez    | Industrias García (en) |                 | 26 mars 1974      | 5               | -               | -               | -               | -               |
| Attaquants         |                   |                        |                 |                   |                 |                 |                 |                 |                 |
| 9                  | Javi Sánchez (en) | Playas de Castellón    |                 | 15 janvier 1971   | 8               | 2               | 1               | -               | -               |
| 11                 | Ferreira          | Playas de Castellón    |                 | 16 août 1968      | 8               | 4               | -               | -               | -               |
| Sélectionneur      |                   |                        |                 |                   |                 |                 |                 |                 |                 |
|                    | Javier Lozano Cid | Interviú Boomerang     |                 | 28 octobre 1960   |                 |                 |                 |                 |                 |

 = capitaine --  Gardien de butDéfenseurMilieu de terrainAttaquantSélectionneur

### Ukraine
Le groupe final est annoncé le 10 novembre 1996.
Tous les joueurs sont experts de futsal. L'équipe a 26,1 ans de moyenne d'âge.
| Numéro / Nom       | Numéro / Nom          | Équipe           | Sél. (but)      | Date de naissance         | J.              |                 |                 |                 |                 |
| Gardiens de but    | Gardiens de but       | Gardiens de but  | Gardiens de but | Gardiens de but           | Gardiens de but | Gardiens de but | Gardiens de but | Gardiens de but | Gardiens de but |
| ------------------ | --------------------- | ---------------- | --------------- | ------------------------- | --------------- | --------------- | --------------- | --------------- | --------------- |
| 1                  | Oleg Zozulya          | DSS Zaporizhia   |                 | 5 mai 1965 (31 ans)       | 8               | -               | -               | -               | -               |
| 12                 | Alexandre Kondratenko | Interkas Kiev    |                 | 2 septembre 1974 (22 ans) | 2               | -               | -               | -               | -               |
| Défenseurs         |                       |                  |                 |                           |                 |                 |                 |                 |                 |
| 2                  | Iouri Oussakovskii    | Stroitel         |                 | 10 octobre 1968 (28 ans)  | 8               | 4               | 2               | -               | -               |
| 3                  | Serhiy Oussakovskii   | Stroitel         |                 | 10 octobre 1968 (28 ans)  | 8               | 4               | 1               | -               | -               |
| 5                  | Taras Voniarkha       | Uralmash         |                 | 15 juin 1971 (25 ans)     | 8               | 1               | 1               | -               | -               |
| Milieux de terrain |                       |                  |                 |                           |                 |                 |                 |                 |                 |
| 4                  | Oleg Bezugly          | Lokomotiv Odessa |                 | 14 janvier 1969 (27 ans)  | 8               | 6               | 1               | -               | -               |
| 6                  | Vitaliy Brunko        | Unisport-Kampus  |                 | 24 octobre 1976 (20 ans)  | 3               | 1               | -               | -               | -               |
| 9                  | Oleksandre Moskaliuk  | Lokomotiv Odessa |                 | 9 février 1970 (26 ans)   | 8               | 10              | 1               | -               | -               |
| 11                 | Igor Moskvychov       | Lokomotiv Odessa |                 | 6 novembre 1971 (25 ans)  | 8               | 2               | -               | -               | -               |
| Attaquants         |                       |                  |                 |                           |                 |                 |                 |                 |                 |
| 7                  | Georgii Melnikov      | Lokomotiv Odessa |                 | 10 mars 1975 (21 ans)     | 8               | 3               | -               | -               | -               |
| 8                  | Olexandr Kosenko      | Lokomotiv Odessa |                 | 18 janvier 1970 (26 ans)  | 8               | 3               | -               | -               | -               |
| 10                 | Volodymyr Obihod      | Unisport-Kampus  |                 | 2 février 1967 (29 ans)   | 2               | 1               | -               | -               | -               |
| Sélectionneur      |                       |                  |                 |                           |                 |                 |                 |                 |                 |
|                    | Gennadiy Lisenchuk    |                  |                 | 18 décembre 1947 (48 ans) |                 |                 |                 |                 |                 |

 = capitaine --  Gardien de butDéfenseurMilieu de terrainAttaquantSélectionneur

### Égypte
La sélection égyptienne est dévoilée le 12 novembre 1996. La moyenne d'âge est de 28,1 ans.
Six membres de l'équipe jouent en seconde division nationale de football traditionnel. La fédération ne voulant pas stopper la saison 1996-1997 de première division, aucun joueur y participant avec son club n'est déclaré sélectionnable. Certains ont une expérience du futsal.
| Numéro / Nom       | Numéro / Nom          | Équipe          | Sél. (but)      | Date de naissance          | J.              |                 |                 |                 |                 |
| Gardiens de but    | Gardiens de but       | Gardiens de but | Gardiens de but | Gardiens de but            | Gardiens de but | Gardiens de but | Gardiens de but | Gardiens de but | Gardiens de but |
| ------------------ | --------------------- | --------------- | --------------- | -------------------------- | --------------- | --------------- | --------------- | --------------- | --------------- |
| 1                  | Yasser Mohamed        | Egypt Air       |                 | 7 avril 1973 (23 ans)      | 3               | -               | -               | -               | -               |
| 12                 | Abdel Hamid Hassan    | Assouan SC      |                 | 27 mars 1961 (35 ans)      | 3               | -               | -               | -               | -               |
| Défenseurs         |                       |                 |                 |                            |                 |                 |                 |                 |                 |
| 4                  | Remah Abou Zeid       | Smouha          |                 | 2 décembre 1976 (19 ans)   | 3               | -               | -               | -               | -               |
| 5                  | Tamer Ismail          | El Maaden       |                 | 19 octobre 1968 (28 ans)   | 3               | 4               | 2               | -               | -               |
| 6                  | Mustafa Abdelatif     | Elaluminium     |                 | 21 septembre 1975 (21 ans) | 3               | 2               | -               | -               | -               |
| Milieux de terrain |                       |                 |                 |                            |                 |                 |                 |                 |                 |
| 2                  | Hashim El Desuoky     | Shibin          |                 | 23 mars 1975 (21 ans)      | 1               | -               | -               | -               | -               |
| 3                  | Mohamed Sayed Ibrahim | El Shams        |                 | 2 août 1970 (26 ans)       | 3               | 6               | 1               | -               | -               |
| 8                  | Hussin Hassan         | ?               |                 | 15 octobre 1969 (27 ans)   | 2               | 1               | -               | -               | -               |
| 9                  | Salama Ahmed          | Naser Elfayoum  |                 | 3 janvier 1971 (25 ans)    | 2               | -               | -               | -               | -               |
| 10                 | Badr Mahmoud          | Egypt Air       |                 | 15 mai 1959 (37 ans)       | 3               | -               | 1               | -               | -               |
| Attaquants         |                       |                 |                 |                            |                 |                 |                 |                 |                 |
| 7                  | Mowafak Ibrahim       | Egypt Air       |                 | 16 février 1960 (36 ans)   | 3               | -               | -               | -               | -               |
| 11                 | Mohamed Saad Mohamed  | Iron & Steel    |                 | 15 mai 1959 (37 ans)       | 3               | -               | -               | -               | -               |
| Sélectionneur      |                       |                 |                 |                            |                 |                 |                 |                 |                 |
|                    | Farouk El Sayed       |                 |                 |                            |                 |                 |                 |                 |                 |

 = capitaine --  Gardien de butDéfenseurMilieu de terrainAttaquantSélectionneur

### Australie
La sélection définitive est annoncée mi-septembre 1996. Tous les joueurs sont annoncés licenciés au sein de l'AFF. Ils sont tous spécialistes du futsal.
Seul Vince Nastoski et le sélectionneur Jim Roberts étaient présents en 1992. L'équipe a 25,1 ans de moyenne d'âge.
| Numéro / Nom       | Numéro / Nom       | Équipe          | Sél. (but)      | Date de naissance         | J.              |                 |                 |                 |                 |
| Gardiens de but    | Gardiens de but    | Gardiens de but | Gardiens de but | Gardiens de but           | Gardiens de but | Gardiens de but | Gardiens de but | Gardiens de but | Gardiens de but |
| ------------------ | ------------------ | --------------- | --------------- | ------------------------- | --------------- | --------------- | --------------- | --------------- | --------------- |
| 1                  | Adam Confoy        |                 |                 | 21 juin 1971 (25 ans)     | 2               | -               | 2               | -               | -               |
| 12                 | Jorge Suarez       |                 |                 | 10 août 1976 (20 ans)     | 1               | -               | -               | -               | -               |
| Défenseurs         |                    |                 |                 |                           |                 |                 |                 |                 |                 |
| 3                  | Elliot Zwangobani  |                 |                 | 23 octobre 1973 (23 ans)  | 3               | -               | -               | -               | -               |
| 5                  | Martin Calvert     |                 |                 | 13 novembre 1975 (21 ans) | 3               | 1               | 1               | -               | -               |
| 6                  | Paul Roberts       |                 |                 | 19 décembre 1973 (22 ans) | 3               | 1               | -               | -               | -               |
| Milieux de terrain |                    |                 |                 |                           |                 |                 |                 |                 |                 |
| 2                  | Rob Perinovic      |                 |                 | 9 juillet 1974 (22 ans)   | 3               | 1               | -               | 1               | -               |
| 4                  | Fortunato Carvalho |                 |                 | 9 juin 1968 (28 ans)      | 1               | -               | -               | -               | -               |
| 9                  | Jamie Amendolia    |                 |                 | 16 février 1977 (19 ans)  | 3               | -               | -               | -               | -               |
| 10                 | Jason Wells        |                 |                 | 27 mars 1971 (25 ans)     | 3               | -               | -               | -               | -               |
| Attaquants         |                    |                 |                 |                           |                 |                 |                 |                 |                 |
| 7                  | Simon Aitchison    |                 |                 | 31 août 1972 (24 ans)     | 3               | -               | 1               | -               | -               |
| 8                  | Vince Nastoski     |                 |                 | 12 mars 1965 (31 ans)     | 3               | -               | -               | -               | -               |
| 11                 | Zlatko Momircevski |                 |                 | 2 avril 1971 (25 ans)     | 3               | 1               | -               | -               | -               |
| Sélectionneur      |                    |                 |                 |                           |                 |                 |                 |                 |                 |
|                    | James Roberts      |                 |                 | 13 août 1948 (48 ans)     |                 |                 |                 |                 |                 |

 = capitaine --  Gardien de butDéfenseurMilieu de terrainAttaquantSélectionneur

## Groupe B

### Pays-Bas
La sélection hollandaise est dévoilée le 13 novembre 1996. Elle a 29,4 ans de moyenne d'âge.
Seul le capitaine Hjalmar Hoekema est spécialiste du futsal. Quatre joueurs sont déjà présents en 1992. Le gardien Michel Wentzel participe aussi à l'édition 1989 comme le sélectionneur Ron Groenewoud (en) et son adjoint Nico Spreij (coach du Zimbabwe).
| Numéro / Nom  | Numéro / Nom         | Équipe        | Sél. (but) | Date de naissance          | J. |   |   |   |   |
| ------------- | -------------------- | ------------- | ---------- | -------------------------- | -- | - | - | - | - |
| 1             | Michel Wentzel       | Bunga Melati  |            | 28 juin 1966 (30 ans)      | 6  | - | - | - | - |
| 2             | Anton Biloro         | ZVK Ford Genk |            | 19 août 1969 (27 ans)      | 6  | - | - | - | - |
| 3             | Johnny Keur          | Bunga Melati  |            | 16 février 1967 (29 ans)   | 4  | - | - | - | - |
| 4             | Hanky Leatemia       | Schoenenreus  |            | 13 juillet 1966 (30 ans)   | 6  | - | - | - | - |
| 5             | Hjalmar Hoekema      | H. Veerhuya   |            | 16 novembre 1965 (31 ans)  | 6  | 3 | 1 | - | - |
| 6             | Henny Lettinck       | Bunga Melati  |            | 5 janvier 1967 (29 ans)    | 6  | 6 | - | - | - |
| 7             | Pascal Langenhuijsen | Bunga Melati  |            | 4 juin 1971 (25 ans)       | 6  | 4 | 1 | - | - |
| 8             | Moestafa Talha       | Hilversum     |            | 1er décembre 1970 (25 ans) | 5  | - | - | - | 1 |
| 9             | Edwin Grunholz       | Hindstore     |            | 15 août 1969 (27 ans)      | 6  | 5 | - | - | - |
| 10            | Johannes Ludwig      | Hindstore     |            | 9 mai 1962 (34 ans)        | 6  | 1 | - | - | - |
| 11            | Johannes de Bever    | Bunga Melati  |            | 7 avril 1965 (31 ans)      | 6  | 2 | 1 | - | - |
| 12            | Tom Sier             | Kras Boys     |            | 17 novembre 1973 (23 ans)  | 1  | - | - | - | - |
| Sélectionneur |                      |               |            |                            |    |   |   |   |   |
|               | Ron Groenewoud (en)  |               |            | 24 janvier 1937 (59 ans)   |    |   |   |   |   |

 = capitaine --  

### Russie
la sélection russe est dévoilée le 13 novembre 1996. Sa moyenne d'âge est de 26,9 ans.
Tous les joueurs sont experts en futsal. Les joueurs les plus complets du championnat national sont sélectionnés. Seul le capitaine et le sélectionneur étaient présents lors de l'édition 1992.
| Numéro / Nom  | Numéro / Nom          | Équipe                        | Sél. (but) | Date de naissance          | J. |   |   |   |   |
| ------------- | --------------------- | ----------------------------- | ---------- | -------------------------- | -- | - | - | - | - |
| 1             | Ilya Samokhin         | MFK Dina Moskva               |            | 10 août 1970 (26 ans)      | 7  | - | - | - | - |
| 2             | Konstantin Eremenko   | MFK Dina Moskva               |            | 5 août 1970 (26 ans)       | 8  | 8 | 1 | - | - |
| 3             | Alexei Ouskov         | Minkas                        |            | 12 décembre 1962 (33 ans)  | 8  | 1 | 1 | - | - |
| 4             | Alexander Verizhnikov | MFK Dina Moskva               |            | 16 juillet 1968 (28 ans)   | 5  | 5 | - | - | - |
| 5             | Temur Alekberov       | MFK Dina Moskva               |            | 22 septembre 1969 (27 ans) | 8  | 4 | 2 | - | - |
| 6             | Dmitry Chugunov       | KSM-24                        |            | 9 juin 1968 (28 ans)       | 7  | - | 1 | - | - |
| 7             | Vadim Iachine         | MFK Viz-Sinara Iekaterinbourg |            | 27 juin 1971 (25 ans)      | 7  | 2 | - | - | - |
| 8             | Dmitri Gorine         | MFK Dina Moskva               |            | 9 mai 1972 (24 ans)        | 8  | 1 | 2 | - | - |
| 9             | Alexey Kisselev       | KSM-24                        |            | 1er octobre 1969 (27 ans)  | 8  | 3 | - | - | - |
| 10            | Arkadiy Belyi         | MFK Dina Moskva               |            | 31 mai 1973 (23 ans)       | 8  | 5 | - | - | - |
| 11            | Mikhail Kochtcheev    | MFK Viz-Sinara Iekaterinbourg |            | 9 avril 1967 (29 ans)      | 2  | - | - | - | - |
| 12            | Alexei Evteev         | TTG                           |            | 4 août 1975 (21 ans)       | 2  | - | - | - | - |
| Sélectionneur |                       |                               |            |                            |    |   |   |   |   |
|               | Semen Andreev         |                               |            | 20 mai 1940 (56 ans)       |    |   |   |   |   |

 = capitaine --  

### Argentine
La sélection argentine est volontairement jeune (22,9 ans de moyenne) pour préparer le futur et la Coupe du monde 2000. Seul Pablo Parilla était déjà présent en 1992. Tous les joueurs sont spécialistes du futsal.
La sélection définitive est annoncée le 4 novembre 1996 et la délégation arrive le 20/11 en Espagne.
| Numéro / Nom  | Numéro / Nom              | Équipe                  | Sél. (but) | Date de naissance          | J. |   |   |   |   |
| ------------- | ------------------------- | ----------------------- | ---------- | -------------------------- | -- | - | - | - | - |
| 1             | Javier Guisande           | Boca Juniors futsal     |            | 15 décembre 1975 (20 ans)  | -  | - | - | - | - |
| 2             | Leandro Planas            | Ferrocarril Oeste       |            | 28 novembre 1975 (20 ans)  | 3  | - | - | - | - |
| 3             | Sebastian Pacheco         | Boca Juniors futsal     |            | 10 janvier 1974 (22 ans)   | 3  | 1 | 1 | - | - |
| 4             | Diego Castanares          | Tigre                   |            | 29 avril 1975 (21 ans)     | 3  | 1 | - | - | - |
| 5             | Marcelo Scheave           | Atlanta                 |            | 17 décembre 1969 (26 ans)  | 3  | 1 | - | - | - |
| 6             | Daniel Dichiaro           | River Plate futsal (es) |            | 14 mars 1969 (27 ans)      | 3  | - | - | - | - |
| 7             | Pablo Parilla             | Boca Juniors futsal     |            | 24 juillet 1973 (23 ans)   | 3  | 1 | - | - | - |
| 8             | Carlos Sanchez            | Union de Olivos         |            | 31 janvier 1975 (21 ans)   | 3  | 2 | 1 | - | - |
| 9             | Rodrigo Petillo           | Acassuso                |            | 19 mai 1977 (19 ans)       | 3  | 1 | - | - | - |
| 10            | Mariano Tallafero         | Acassuso                |            | 19 décembre 1974 (21 ans)  | 3  | - | - | - | - |
| 11            | Leonardo Magarelli        | Atlanta                 |            | 21 août 1974 (22 ans)      | 3  | - | - | - | - |
| 12            | Leonardo Ruiz             | Atlanta                 |            | 24 septembre 1970 (26 ans) | 3  | - | 1 | - | - |
| Sélectionneur |                           |                         |            |                            |    |   |   |   |   |
|               | Fernando Larranaga Cuetos |                         |            | 30 juin 1944 (52 ans)      |    |   |   |   |   |

 = capitaine --  

### Chine
Seuls quinze joueurs sont testés et onze conservés, en plus de l'adjoint-joueur Gu Zhao Nian. La sélection finale est annoncée le 17 novembre 1996. La moyenne d'âge est de 27,1 ans et tous les joueurs évoluent en football traditionnel.
Tous les joueurs sont annoncés membres du club de Shanghai Shenhua, récent vice-champion 1996. Gu Zhao Nian est le joueur le plus âgé de la compétition (50 ans). Aussi adjoint de sa sélection, il ne prend part à aucune rencontre.
| Numéro / Nom  | Numéro / Nom  | Équipe  | Sél. (but) | Date de naissance          | J. |   |   |   |   |
| ------------- | ------------- | ------- | ---------- | -------------------------- | -- | - | - | - | - |
| 1             | Cai Jian Lin  | Shenhua |            | 23 juillet 1965 (31 ans)   | 3  | - | 2 | - | - |
| 2             | Wu Bing       | Shenhua |            | 7 février 1968 (28 ans)    | 3  | - | - | - | - |
| 3             | Cheng Yaodong | Shenhua |            | 16 juin 1967 (29 ans)      | 2  | - | - | - | - |
| 4             | Zhu Qi        | Shenhua |            | 2 juin 1972 (24 ans)       | 2  | - | - | - | - |
| 5             | Mao Yi Jun    | Shenhua |            | 28 décembre 1970 (25 ans)  | 3  | 1 | - | - | - |
| 6             | Shen Si       | Shenhua |            | 1er mai 1973 (23 ans)      | 3  | 2 | - | - | - |
| 7             | Gu Zhao Nian  | Shenhua |            | 18 décembre 1947 (50 ans)  | -  | - | - | - | - |
| 8             | Zhang Yong    | Shenhua |            | 26 janvier 1975 (21 ans)   | 3  | - | - | - | - |
| 9             | Qi Hong       | Shenhua |            | 3 juin 1976 (20 ans)       | 3  | - | - | - | - |
| 10            | Liu Jun       | Shenhua |            | 25 janvier 1970 (26 ans)   | 3  | - | - | - | - |
| 11            | Zhang Yi      | Shenhua |            | 4 janvier 1973 (23 ans)    | 3  | - | - | - | - |
| 12            | Wang Hui      | Shenhua |            | 23 septembre 1978 (18 ans) | -  | - | - | - | - |
| Sélectionneur |               |         |            |                            |    |   |   |   |   |
|               | Xu Genbao     |         |            | 6 février 1944 (52 ans)    |    |   |   |   |   |

 = capitaine --  

## Groupe C

### Italie
La sélection italienne est dévoilée le 10 novembre 1996. Elle présente 27,6 ans de moyenne d'âge.
Tous les joueurs sont des spécialistes du futsal. Andrea Famà (it), Massimo Quattrini (it) et Roberto Matranga (it) étaient déjà présents en 1992.
| Numéro / Nom  | Numéro / Nom              | Équipe           | Sél. (but) | Date de naissance          | J. |   |   |   |   |
| ------------- | ------------------------- | ---------------- | ---------- | -------------------------- | -- | - | - | - | - |
| 1             | Francesco Fradella (it)   | Milano (it)      |            | 24 juillet 1967 (29 ans)   | -  | - | - | - | - |
| 2             | Massimo Riscino (it)      | BNL Roma (it)    |            | 24 septembre 1969 (27 ans) | 5  | 1 | - | - | - |
| 3             | Salvatore Zaffiro (it)    | Nova Roma        |            | 22 septembre 1969 (27 ans) | 6  | 2 | 1 | - | - |
| 4             | Ivano Roma (it)           | BNL Roma (it)    |            | 25 mars 1966 (30 ans)      | 6  | 2 | 1 | - | - |
| 5             | Andrea Bearzi             | Milano (it)      |            | 28 octobre 1975 (21 ans)   | 6  | 6 | 1 | - | - |
| 6             | Andrea Famà (it)          | BNL Roma (it)    |            | 20 octobre 1964 (32 ans)   | 6  | 3 | 1 | - | - |
| 7             | Massimo Quattrini (it)    | ITCA Torino (it) |            | 26 septembre 1968 (28 ans) | 6  | 2 | 1 | - | - |
| 8             | Alfredo Esposito (it)     | Milano (it)      |            | 16 octobre 1968 (28 ans)   | 6  | - | 1 | - | - |
| 9             | Roberto Matranga (it)     | Nova Roma        |            | 15 juin 1969 (27 ans)      | 6  | 1 | - | - | - |
| 10            | Massimiliano Mannino (it) | BNL Roma (it)    |            | 6 juin 1970 (26 ans)       | 5  | - | - | - | - |
| 11            | Gabriele Caleca (it)      | BNL Roma (it)    |            | 28 janvier 1970 (26 ans)   | 6  | 4 | - | - | - |
| 12            | Francesco Coppola (it)    | Città di Palermo |            | 7 novembre 1970 (26 ans)   | 6  | - | 1 | - | - |
| Sélectionneur |                           |                  |            |                            |    |   |   |   |   |
|               | Carlo Facchin             |                  |            | 27 août 1938 (58 ans)      |    |   |   |   |   |

 = capitaine --  

### Uruguay
La sélection est dévoilée le 10 octobre 1996.
L'équipe a 25,2 ans de moyenne d'âge et n'est composée que de spécialiste du futsal.
| Numéro / Nom  | Numéro / Nom         | Équipe   | Sél. (but) | Date de naissance          | J. |   |   |   |   |
| ------------- | -------------------- | -------- | ---------- | -------------------------- | -- | - | - | - | - |
| 1             | Mauro Roibal         | Penarol  |            | 16 décembre 1971 (25 ans)  | 6  | - | 1 | - | - |
| 2             | Jorge Colina         | Basanez  |            | 14 février 1971 (25 ans)   | 5  | - | - | - | - |
| 3             | Alvaro Pineiro       | Andorra  |            | 16 juin 1971 (25 ans)      | 6  | 5 | 1 | - | - |
| 4             | Uriol Nunez          | Penarol  |            | 13 décembre 1963 (33 ans)  | 6  | 2 | - | - | - |
| 5             | Diego Imperio        | Penarol  |            | 11 juillet 1973 (23 ans)   | 6  | 1 | - | - | - |
| 6             | Pablo Lamanna        | Nacional |            | 15 octobre 1974 (22 ans)   | 4  | 1 | - | - | - |
| 7             | Pico                 | Penarol  |            | 10 janvier 1973 (23 ans)   | 6  | 2 | 1 | - | - |
| 8             | Silvio Rapela        | Penarol  |            | 18 septembre 1971 (25 ans) | 5  | - | - | - | - |
| 9             | Andres D'Alessandro  | Penarol  |            | 9 octobre 1978 (18 ans)    | 6  | 1 | 1 | - | - |
| 10            | Claudio Guerra       | Zaragoza |            | 1er août 1966 (30 ans)     | 5  | 3 | - | - | 1 |
| 11            | Daniel Varela        | Penarol  |            | 24 septembre 1969 (27 ans) | 6  | 1 | - | - | - |
| 12            | Ariel Di Pierro      | Miramar  |            | 4 juillet 1970 (26 ans)    | -  | - | - | - | - |
| Sélectionneur |                      |          |            |                            |    |   |   |   |   |
|               | Rolando Muniz Fontes |          |            | 19 janvier 1943 (53 ans)   |    |   |   |   |   |

 = capitaine --  

### États-Unis
La sélection est dévoilée le 12 novembre. Elle est la plus âgée avec 31,8 ans de moyenne.
Quatre joueurs jouent en football à 11 dans la nouvelle Major League Soccer. Quatre membres, dont le sélectionneur étaient présents en 1992 (Gabarra, aussi en 1989, Nogueira, Fernandez et Kowalski) tandis que Klopas était aux JO 1988 (avec Gabarra).
| Numéro / Nom  | Numéro / Nom           | Équipe                              | Sél. (but) | Date de naissance           | J. |   |   |   |   |
| ------------- | ---------------------- | ----------------------------------- | ---------- | --------------------------- | -- | - | - | - | - |
| 1             | Victor Manuel Nogueira | Milwaukee Wave (NPSL (en))          |            | 17 juillet 1959 (37 ans)    | 2  | - | - | - | - |
| 2             | George Fernandez       | Cincinnati Silverbacks (en) (NPSL)  |            | 29 octobre 1961 (35 ans)    | 3  | - | 1 | - | - |
| 3             | Oscar Draguicevich     | San José (MLS)                      |            | 19 août 1969 (27 ans)       | 3  | - | - | - | - |
| 4             | Jon Parry              | Sacramento Knights (en) (CISL (en)) |            | 10 mai 1969 (27 ans)        | 3  | 1 | - | - | - |
| 5             | Goran Hunjak           | Kansas City (MLS)                   |            | 13 novembre 1965 (31 ans)   | 3  | 2 | 1 | - | - |
| 6             | Sean Bowers            | Kansas City (MLS)                   |            | 12 août 1968 (28 ans)       | 3  | - | - | - | - |
| 7             | James Gabarra          | Washington Warthogs (en) (CISL)     |            | 22 septembre 1959 (37 ans)  | 3  | - | - | - | - |
| 8             | Frank Klopas           | Kansas City (MLS)                   |            | 1er septembre 1966 (30 ans) | 3  | - | - | - | - |
| 9             | Mark Moser             | St. Louis Ambush (en) (NPSL)        |            | 12 juin 1966 (30 ans)       | 3  | 3 | 1 | - | - |
| 10            | Franklin McIntosh      | Cincinnati Silverbacks (en) (NPSL)  |            | 18 août 1963 (33 ans)       | 3  | 1 | - | - | - |
| 11            | Dennis Brose           | Detroit Rockers (en) (NPSL)         |            | 27 mars 1967 (29 ans)       | 3  | 3 | - | - | - |
| 12            | Otto Orf               | Cleveland Crunch (en) (NPSL)        |            | 4 novembre 1963 (33 ans)    | 1  | - | - | - | - |
| Sélectionneur |                        |                                     |            |                             |    |   |   |   |   |
|               | John Kowalski          |                                     |            | 22 décembre 1951 (45 ans)   |    |   |   |   |   |

 = capitaine --  

### Malaisie
La sélection malaisienne est dévoilée le 8 novembre 1996. Elle a 26,8 ans de moyenne d'âge.
Tous les joueurs sont issus du football à 11. Il s'agit de la troisième Coupe du monde du sélectionneur Vic Hermans.
| Numéro / Nom  | Numéro / Nom               | Équipe | Sél. (but) | Date de naissance          | J. |   |   |   |   |
| ------------- | -------------------------- | ------ | ---------- | -------------------------- | -- | - | - | - | - |
| 1             | Khairul Azman Mohamed (en) | FAM    |            | 5 mars 1968 (28 ans)       | 2  | - | - | - | - |
| 2             | Mohd Raizuwah Idris        | FAM    |            | 15 mars 1974 (22 ans)      | 3  | - | - | - | - |
| 3             | Zainal Abidin Hassan (en)  | FAM    |            | 9 novembre 1962 (34 ans)   | 3  | - | - | - | - |
| 4             | Anuar Jusoh                | FAM    |            | 15 mars 1972 (24 ans)      | 3  | - | - | - | - |
| 5             | Lim Seng Kong              | FAM    |            | 11 juin 1970 (26 ans)      | 3  | 1 | - | - | - |
| 6             | Rosdee Sulong              | FAM    |            | 15 septembre 1972 (24 ans) | 3  | 1 | - | - | - |
| 7             | Mohammad Nazri Yunus       | FAM    |            | 28 décembre 1972 (24 ans)  | 3  | - | - | - | - |
| 8             | Zami Mohd Noor (en)        | FAM    |            | 24 février 1972 (24 ans)   | 2  | - | 1 | - | - |
| 9             | Dollah Salleh (en)         | FAM    |            | 23 octobre 1963 (33 ans)   | 3  | - | - | - | - |
| 10            | Azman Adnan (en)           | FAM    |            | 1er novembre 1971 (25 ans) | 3  | 2 | - | - | - |
| 11            | Azrul Amri Burhan (en)     | FAM    |            | 1er novembre 1975 (21 ans) | 3  | - | - | - | - |
| 12            | Mudzar Mohamad (en)        | FAM    |            | 20 février 1966 (30 ans)   | 1  | - | - | - | - |
| Sélectionneur |                            |        |            |                            |    |   |   |   |   |
|               | Vic Hermans                |        |            | 17 mars 1953 (43 ans)      |    |   |   |   |   |

 = capitaine --  

## Groupe D

### Brésil
La sélection finale est annoncée fin septembre 1996. La moyenne d'âge est de 27,5 ans et tous les joueurs sont des spécialistes du futsal. Cinq membres de la délégation dont le sélectionneur étaient présents en 1992.
| Numéro / Nom  | Numéro / Nom            | Équipe                       | Sél. (but) | Date de naissance          | J. |    |   |   |   |
| ------------- | ----------------------- | ---------------------------- | ---------- | -------------------------- | -- | -- | - | - | - |
| 1             | Serginho                | SC Internacional futsal (pt) |            | 9 mai 1964 (32 ans)        | 6  | -  | - | - | - |
| 2             | Bagé                    | Carlos Barbosa               |            | 13 août 1967 (29 ans)      | 3  | -  | - | - | - |
| 3             | Márcio                  | ADCGM                        |            | 21 mai 1967 (29 ans)       | 8  | 3  | - | - | - |
| 4             | Waginho                 | SC Internacional futsal (pt) |            | 15 janvier 1968 (28 ans)   | 8  | 1  | - | - | - |
| 5             | Manoel Tobias           | SC Internacional futsal (pt) |            | 19 avril 1971 (25 ans)     | 8  | 14 | - | - | - |
| 6             | Fininho                 | Carlos Barbosa               |            | 6 juillet 1972 (24 ans)    | 8  | 7  | - | - | - |
| 7             | Sandrinho               | SE Palmeiras                 |            | 15 juin 1973 (23 ans)      | 8  | 8  | - | - | - |
| 8             | Danilo                  | SC Internacional futsal (pt) |            | 29 décembre 1971 (25 ans)  | 8  | 2  | 1 | - | - |
| 9             | Clóvis                  | Minas Tênis Clube (pt)       |            | 22 décembre 1967 (29 ans)  | 6  | 3  | 1 | - | - |
| 10            | Chôco                   | Carlos Barbosa               |            | 12 juillet 1971 (25 ans)   | 8  | 10 | - | - | - |
| 11            | Djacir                  | Surnov AC                    |            | 23 février 1972 (24 ans)   | 6  | 3  | 1 | - | - |
| 12            | Vander                  | ADCGM                        |            | 25 septembre 1965 (31 ans) | 8  | 3  | - | - | - |
| Sélectionneur |                         |                              |            |                            |    |    |   |   |   |
|               | Eustáquio Afonso Araújo |                              |            | 1er janvier 1946 (50 ans)  |    |    |   |   |   |

 = capitaine --  

### Belgique
La sélection finale est annoncée en novembre 1996. L'équipe belge a 28 ans de moyenne d'âge et cinq de ses membres, dont l'entraîneur, ont participé à la Coupe du monde 1992. Herman Beyers et Philippe Marche étaient même présents en 1989.
Tous les joueurs sont des joueurs de football traditionnel. Aussi tous amateurs, des joueurs ne peuvent être retenus car ne pouvant se rendre en Espagne.
| Numéro / Nom  | Numéro / Nom       | Équipe        | Sél. (but) | Date de naissance          | J. |   |   |   |   |
| ------------- | ------------------ | ------------- | ---------- | -------------------------- | -- | - | - | - | - |
| 1             | Geert Buve         | St Truiden    |            | 19 janvier 1968 (28 ans)   | 6  | - | - | - | - |
| 2             | Youssef El Guir    | Man. Blizen   |            | 11 juillet 1970 (26 ans)   | 6  | 2 | - | - | - |
| 3             | Abdelhafid El Guir | S. Koersel    |            | 7 décembre 1972 (24 ans)   | 6  | 1 | 1 | - | - |
| 4             | Marcel Claesen     | ZVK Ford Genk |            | 23 avril 1965 (31 ans)     | 6  | 1 | 1 | - | - |
| 5             | Pascal Delree      | Ougrée Neupré |            | 15 mai 1970 (26 ans)       | 6  | - | - | - | - |
| 6             | Tim Vergauwen      | Predegem      |            | 25 avril 1974 (22 ans)     | 3  | 2 | - | - | - |
| 7             | Ivan Hechtermans   | ZVK Ford Genk |            | 28 décembre 1967 (29 ans)  | 6  | 4 | 2 | - | - |
| 8             | Bert Michiels      | TL Mortsel    |            | 21 mai 1969 (27 ans)       | 6  | 1 | 2 | - | - |
| 9             | Pasquale Cocco     | ZVK Ford Genk |            | 17 septembre 1967 (29 ans) | 6  | 3 | 1 | - | - |
| 10            | Benoit Janssen     | Ougrée Neupré |            | 11 février 1972 (24 ans)   | 6  | 1 | 1 | - | - |
| 11            | Herman Beyers      | Bunga Melati  |            | 20 février 1963 (33 ans)   | 6  | 2 | - | - | - |
| 12            | Philippe Marche    | S. Koersel    |            | 22 juin 1962 (34 ans)      | -  | - | - | - | - |
| Sélectionneur |                    |               |            |                            |    |   |   |   |   |
|               | Damien Knabben     |               |            | 6 mai 1941 (55 ans)        |    |   |   |   |   |

 = capitaine --  

### Iran
La sélection iranienne est dévoilée le 1er novembre 1996. Elle a 29,1 ans de moyenne d'âge.
Tous les joueurs sont issus du football à 11. Le capitaine Varmazyar et son coéquipier Saleh étaient présents en 1992.
| Numéro / Nom  | Numéro / Nom                       | Équipe                       | Sél. (but) | Date de naissance          | J. |   |   |   |   |
| ------------- | ---------------------------------- | ---------------------------- | ---------- | -------------------------- | -- | - | - | - | - |
| 1             | Ahmad Sajjadi (en)                 | Bahman                       |            | 7 janvier 1957 (39 ans)    | 3  | - | - | - | - |
| 2             | Masoud Estili (en)                 | Zob Ahan                     |            | 21 septembre 1969 (27 ans) | 3  | - | - | - | - |
| 3             | Sadegh Varmazyar (en)              | n/a                          |            | 23 février 1967 (29 ans)   | 3  | 2 | 1 | - | - |
| 4             | Reza Zarkhanli (en)                | Entezam                      |            | 22 mars 1973 (23 ans)      | 3  | - | - | - | - |
| 5             | Majid Saleh (en)                   | PAS Téhéran                  |            | 3 octobre 1966 (30 ans)    | 3  | - | - | - | - |
| 6             | Ali Javadi (it)                    | Payam Mashhad F.C. (en)      |            | 18 juillet 1967 (29 ans)   | 1  | - | - | - | - |
| 7             | Hossein Hosseini (it)              | Aboomoslem                   |            | 2 octobre 1967 (29 ans)    | 3  | 2 | - | - | - |
| 8             | Hashem Hidari                      | PAS Téhéran                  |            | 3 octobre 1966 (30 ans)    | 3  | 7 | - | - | - |
| 9             | Hassan Arsalani                    | Sepidrood Rasht S.C. (en)    |            | 15 mai 1969 (27 ans)       | 3  | 1 | - | - | - |
| 10            | Mohammad Mehranpour                | Esteghlal                    |            | 7 mars 1970 (26 ans)       | 3  | - | - | - | - |
| 11            | Mehdi Sepiddast                    | Shamoushak Noshahr F.C. (en) |            | 4 mai 1969 (27 ans)        | 3  | - | - | - | - |
| 12            | Mohammad Ali Yahyavi (en)          | Esteghlal                    |            | 22 mars 1962 (34 ans)      | -  | - | - | - | - |
| Sélectionneur |                                    |                              |            |                            |    |   |   |   |   |
|               | Reza Kazemi et Mansour Pourheidari |                              |            |                            |    |   |   |   |   |

 = capitaine --  

### Cuba
La sélection cubaine a 26 ans de moyenne d'âge. Le groupe final est dévoilé le 15 septembre 1996.
Tous les joueurs appartiennent au même club de Ciudad Habana.
| Numéro / Nom  | Numéro / Nom              | Équipe        | Sél. (but) | Date de naissance          | J. |   |   |   |   |
| ------------- | ------------------------- | ------------- | ---------- | -------------------------- | -- | - | - | - | - |
| 1             | Alain Sobrino             | Ciudad Habana |            | 24 août 1972 (24 ans)      | 2  | - | 1 | - | - |
| 2             | Boris Sanamé              | Ciudad Habana |            | 2 juin 1974 (22 ans)       | 3  | - | 1 | - | - |
| 3             | Jose Camejo               | Ciudad Habana |            | 12 février 1970 (26 ans)   | 3  | - | - | - | - |
| 4             | Aliet Martinez            | Ciudad Habana |            | 4 février 1975 (21 ans)    | 3  | - | - | - | - |
| 5             | Fredy Herrera             | Ciudad Habana |            | 2 novembre 1970 (26 ans)   | 3  | - | - | - | - |
| 6             | Adalberto Guerra          | Ciudad Habana |            | 12 janvier 1969 (27 ans)   | 3  | - | - | - | - |
| 7             | Alexander Coloma Mosquera | Ciudad Habana |            | 30 septembre 1970 (26 ans) | 3  | 1 | - | - | - |
| 8             | Ernesto Rodriguez         | Ciudad Habana |            | 11 avril 1970 (26 ans)     | 3  | - | - | - | - |
| 9             | Camilo Mendoza            | Ciudad Habana |            | 2 mai 1967 (29 ans)        | 3  | 1 | 1 | - | - |
| 10            | Juan Aldana Portal        | Ciudad Habana |            | 24 juillet 1967 (29 ans)   | 3  | 2 | - | - | - |
| 11            | Vladimir Ibanez           | Ciudad Habana |            | 12 janvier 1970 (26 ans)   | 3  | - | - | - | - |
| 12            | Dagmar Gomze              | Ciudad Habana |            | 29 mars 1972 (24 ans)      | 2  | - | - | - | - |
| Sélectionneur |                           |               |            |                            |    |   |   |   |   |
|               | Clemente V. Reinoso Reyes |               |            | 9 juillet 1950 (46 ans)    |    |   |   |   |   |

 = capitaine --  

## Sources
- (en) Cet article est partiellement ou en totalité issu de l’article de Wikipédia en anglais intitulé « 1996 FIFA Futsal World Championship squads » (voir la liste des auteurs).
- (en) « Team Data », Rapport technique de la Coupe du monde de futsal de 1996,‎ mars 1997, p. 65 à 97 (lire en ligne, consulté le 20 mars 2018)